# Кравцов, Мифодий Акимович
Мифодий (Мефодий) Акимович Кравцов — советский хозяйственный, государственный и политический деятель, Герой Социалистического Труда.

## Биография
Родился в 1912 году в селе Слобода. Член КПСС.
С 1929 года — на хозяйственной, общественной и политической работе. В 1929—1972 гг. — рыболов на Дальнем Востоке, матрос Тихоокеанского флота, участник Великой Отечественной войны, моторист 1-го класса, старшина группы мотористов катера «Большой Охотник-231» («БО-231») 4-го дивизиона Киркинесской бригады охотников Северного флота, капитан-наставник, капитан-механик теплохода «Волго-Балт-102» Северо-Западного речного пароходства Министерства речного флота РСФСР
Указом Президиума Верховного Совета СССР от 4 мая 1971 года за выдающиеся успехи, достигнутые в выполнении заданий пятилетнего плана по развитию речного транспорта присвоено звание Героя Социалистического Труда с вручением ордена Ленина и золотой медали «Серп и Молот».
Умер в Ленинграде после 1985 года.